# Place du Darbâr (Patan)
La place du Darbâr est une place située à Patan, regroupant un ensemble de monuments historiques classés au Patrimoine mondial, au travers d'un ensemble appelé, vallée de Katmandou.
Les bâtiments entourant la place ont été fortement endommagés, avec certains effondrés, par le séisme de 2015 au Népal.